# Janusz Janowski
Pour les articles homonymes, voir Janowski.
 (septembre 2015).
Janusz Janowski, né le 9 septembre 1965 à Połczyn-Zdrój, Pologne, est un peintre et musicien polonais, pour la plupart de sa vie lié avec la ville de Gdańsk.

## Biographie
L'un des activistes artistiques les plus importants de la région, Janowski est curateur de nombreuses expositions de peinture d'artistes de la Pologne et de l'étranger. Il est l'un des initiateurs du Prix Kazimierz Ostrowski, décerné chaque année aux peintres polonais notables.

## Discographie
- 1998 - Suita Europejska, Allemagne

## Prix et distinctions
- 2004 - Bourse pour les Créateurs de Culture (Pomeranian Voivodeship Marshal Office).